# Linaria zaissanica
Linaria zaissanica är en grobladsväxtart som beskrevs av N.L. Semiotrocheva. Linaria zaissanica ingår i släktet sporrar, och familjen grobladsväxter. Inga underarter finns listade i Catalogue of Life.